# Albert de Lapparent
Pour les articles homonymes, voir Lapparent.
Albert Cochon de Lapparent plus connu sous le nom d'Albert de Lapparent, né à Bourges le 30 décembre 1839 et mort à Paris le 4 mai 1908, est un géologue français, membre de l'Académie des sciences.

## Biographie
Albert Cochon de Lapparent naît le 30 décembre 1839 à Bourges. Il est le fils de Rémi  Cochon de Lapparent, officier du génie. Il entre en 1858 à l’École polytechnique dont il sort major en 1860. La même année il suit les cours de géologie d'Élie de Beaumont à l'École des mines de Paris. Il participe à deux voyages d'étude en Allemagne en 1862 et 1863. Son journal donne lieu à une étude sur la constitution géologique du Tyrol méridional publié dans les Annales des Mines. 
En 1865, il commence ses recherches personnelles qui portent sur la levée des feuilles géologiques du Nord-Pas de Calais-Picardie et de Normandie (Beauvais, Rouen, Neufchâtel, Laon...). Il est choisi par Beaumont et Chancourtois pour réaliser la carte géologique de la France avec Fuchs et Potier. Suppléant de Chancourtois, il est rapporteur des conférences publiques internationales instituées en vue de l'unification des poids et mesures. Il épouse Adèle Chenest l'année suivante, fille du banquier Alfred Chenest et de Clémence Camion. Lors de la guerre de 1870 il est lieutenant de la garde nationale et travaille à la mise au point des cartes d’état-majors. À partir de 1874, il travaille sur un projet de tunnel sous la Manche. Ses travaux sont très remarqués et il est fait chevalier de la Légion d'honneur. Entre 1879 et 1892, il publie de nombreux ouvrages dont notamment Mémoire sur le pays de Bray. Il inaugure l'enseignement de la géographie physique en 1892 et une chaire magistrale de la même discipline est créée à la Sorbonne cinq ans plus tard, année où il est élu à l’Académie des sciences. En mai 1907, il en devient le secrétaire perpétuel pour les sciences physiques, à la suite de Marcellin Berthelot. Il meurt l'année suivante à Paris et est enterré dans le village ardennais de La Cassine,.
Albert de Lapparent est le père du minéralogiste Jacques de Lapparent et de l'artiste peintre et essayiste en art Paul de Lapparent et le grand-père du prêtre paléontologue Albert-Félix de Lapparent et de l'acteur Hubert de Lapparent.

## Distinction
- Chevalier de la Légion d'honneur (7 octobre 1874)[5]

## Œuvres
- Mémoire sur la constitution du Tyrol méridional, Annales des mines, 1864[6]
- Mémoires pour servir à l'explication de la carte géographique détaillée de la France : Le Pays de Bray, Paris, A. Quantin, 1879 [lire en ligne]
- Traité de géologie, 1882, deuxième édition revue et très augmentée, 1885, sur Gallica
- Abrégé de géologie
- Cours de minéralogie,  F. Savy (Paris), 1884, Texte en ligne disponible sur LillOnum, édition 1884 sur Gallica,  édition 2 revue et augmentée, 1890, sur Gallica
- La Formation des combustibles minéraux, 1886
- Le Niveau de la mer et ses variations, 1886
- Les Tremblements de terre, 1887
- La Géologie en chemin de fer. Description géologique du Bassin parisien et des régions adjacentes (Bretagne aux Vosges, Belgique à Auvergne), 1888
- Précis de minéralogie, Paris, F. Savy, 1889 [lire en ligne]
- Le Siècle du fer, 1890
- La question du charbon de terre, Paris, F. Savy, 1890 (lire en ligne)
- Notice sur les travaux scientifiques de M. Albert de Lapparent. Supplément à la notice sur les travaux scientifiques de M. Albert de Lapparent. Deuxième supplément à la notice sur les travaux scientifiques de M. Albert de Lapparent, Paris, Gauthier-Villars, 1890 (lire en ligne)
- Les Anciens glaciers, 1893
- Leçons de géographie physique, 1896
- Notions générales sur l'écorce terrestre, 1897
- Le Globe terrestre, 1899, en trois volumes :
  - I. — La Formation de l’écorce terrestre ;
  - II. — La Nature des mouvements de l’écorce terrestre ;
  - III. — La Destinée de la terre ferme et la durée des temps.
- La Providence créatrice,
- Les Silex taillés et l’ancienneté de l’homme,
- Volcans et tremblements de terre,
- La Philosophie minérale,
- Science et Philosophie,
- Science et apologétique, six conférences faites à l’Institut catholique de Paris, 1905
- Cours de minéralogie réédition augmentée Édit. Masson. 1908.